# Gnumeric
Gnumeric（グニューメリック）は、自由ソフトウェアの表計算ソフトで、GNOMEデスクトップの一部である。Microsoft Excelなどのプロプライエタリな表計算ソフトの代わりに使えることのみならず、この世で最高の表計算ソフトになることを目指している。
Gnumericはエクセル、XML、HTML、Applix、Quattro Pro、PlanPerfect、Sylk、DIF、Oleo、SC、OpenDocument、Lotus 1-2-3など、さまざまなスプレッドシートフォーマットを読み書きすることができる。Gnumeric自身のフォーマットはgzipで圧縮されたXMLである。
GnumericはGNOMEアプリケーションの中では最も充実したプラグインシステムを持ち、カスタム関数など、アドオンを作ることができる。またこのプラグインをPerlやPythonなどの言語で記述することもできる。
付属のssconvertコマンドでは、GnumericがサポートするフォーマットをGUIを起動することなしにコマンドラインだけで相互変換することができる。
1.12.17まではWin32アーキテクチャのバイナリもリリースしていたが、1.12.18以降はリリースされていない。
GnumericはGNU GPLの元にリリースされている。

## Microsoft Windows環境でのGnumeric
Gnumericのリリースは2014年8月までMicrosoft Windowsに移植されていた（現在の最新バージョンは1.10.16と1.12.17）。
Windows上のMSYS2をインストールすることは、現在においてGTK+ソフトウェアを使うのによい手段である。GTK 2.24.10と3.6.4がオンラインで利用可能である。64ビット環境のWindowsのためのGTKは、Tom Schoonjansによって準備されており、現在の例としては2.24.32と3.22.28がある。これは新たな64ビットWindowsネイティブのバージョンのGnumericのスタートを可能としている。
Windows 10におけるWSLの利用は新たな方法である。Ubuntu、DebianやSUSEのようなLinuxディストリビューションをMicrosoft Storeからインストールし、これにXmingのようなXサーバを組み合わせると、Gnumericのような多くのアプリケーションを直接動作させることができる。sudo apt-get install gnumericは、Ubuntuでこれを利用するためのコマンドである。